# 山崎恆成
山崎　恆成 （やまざき　つねなり）はTBSテレビ所属のテレビプロデューサー・ディレクター・演出家。TBSテレビ制作局制作推進部長を務める。

## 来歴・人物
「渡る世間は鬼ばかり」第3~8シリーズの演出を手掛け、更に「君が教えてくれたこと」で純愛物も手がけた。ホームドラマ等の作品を手掛ける事が多い。

## 手がけた作品
- 上岡龍太郎がズバリ!（演出）
- 家庭の問題
- ホットドッグ
- 愛はどうだ
- 家栽の人
- 渡る世間は鬼ばかり第3～8シリーズ
- 3年B組金八先生第5シリーズ
- 君が教えてくれたこと（プロデュース）
- 春の惑星（プロデュース）

他

## 関係人物

### TBS関係
- 石井ふく子
- 柳井満
- 福澤克雄

### 番組関係
- 泉ピン子
- 長山藍子
- 藤田朋子
- 中田喜子
- 野村真美
- 宇津井健
- 角野卓造
- えなりかずき
- ともさかりえ